# Vragende zin
Een vragende zin  of vraagzin is een zin in de vorm van een vraag. Dit soort zinnen staat haaks op de stellende zin. Er zijn drie hoofdsoorten vraagzinnen te onderscheiden: de bijwoordelijke vraagzin, de werkwoordelijke vraagzin en de voornaamwoordelijke vraagzin.   

## Vragende zinnen

### De werkwoordelijke vraagzin
De werkwoordelijke vraagzin begint met een werkwoord.
- Is er een dokter in de zaal?

### De bijwoordelijke vraagzin
De bijwoordelijke vraagzin begint met een vragend bijwoord. Dit bijwoord wordt veelal (ten onrechte) over één kam geschoren met het vragend voornaamwoord. Een bijwoord heeft echter in tegenstelling tot een voornaamwoord betrekking op een werkwoord, bijvoeglijk naamwoord of een ander bijwoord. Voorbeelden van vragende bijwoorden zijn hoe, waar, waarheen, waarom enzovoort.
- Hoe spel je 'interrogatief pronomen'? met betrekking tot werkwoord
- Hoe lelijk is deze plant? met betrekking tot bijvoeglijk naamwoord
- Hoe verschrikkelijk snel ben je wel niet? met betrekking tot bijwoord

### De voornaamwoordelijke vraagzin
De voornaamwoordelijke vraagzin begint met een vragend voornaamwoord' (ofwel vraagwoord of interrogatief pronomen). Dit voornaamwoord heeft betrekking op een zelfstandig gebruikt (hoofd)woord dat al dan niet elders in de zin expliciet wordt genoemd. Het vragend voornaamwoord verwijst dus naar personen of zaken die nog geïdentificeerd moeten worden. Hiermee onderscheidt het vragend voornaamwoord zich van de andere soorten voornaamwoorden, die verwijzen naar iets dat reeds geïdentificeerd is.
De belangrijkste vragende voornaamwoorden in het Nederlands zijn:
Wie
Wat (voor (een))
Welk(e)
- Wie ben jij?
- Wat ben jij voor (een) persoon? let op koppelwerkwoord
- Welke gasten hebben een VIP-plaats?

## Vormen

### Niet-zelfstandig gebruik
Een niet-zelfstandige vorm van een vragend voornaamwoord staat in directe relatie met een hoofdwoord.
- Welke talen zijn moeilijker dan het Nederlands?

### Zelfstandig gebruik
Een zelfstandig gebruikt vragend voornaamwoord heeft daarentegen geen bijzondere relatie met zo een woord.
- Wie is hier de neerlandicus in de zaal?

## Functie

### Personen
Als men naar personen vraagt, begint men met wie.
- Wie is er hier afgestudeerd?

Een meervoudsvorm van wie is ook mogelijk, maar dan enkel in een naamwoordelijk gezegde.
- Wie zijn de acteurs die De Cock en Vledder spelen?
- Wie hebben er trek in een boterham fout, moet zijn heeft

### Niet-personen
Naar niet-personen kan gevraagd worden met wat.
- Wat is het verschil tussen een constituent en een zinsdeel?

Het woord wat kan in de spreektaal ook gebruikt worden als synoniem voor een vragend bijwoord.
- Wat zit je te zaniken?

### Keuzen en herhaling van onderwerp
Als er keuze is uit zaken en/of personen kan wat voor (een)/welk(e) gebruikt worden.
- Welke boeken lees je graag?
- Wat voor een taal wil je studeren?

Ook kunnen deze vormen herhaling van het onderwerp voorkomen.
- Dit boek is leuk. Welk trekt jou aan?

### Genitiefvormen
In archaïsch c.q. formeel taalgebruik resteren nog twee genitiefvormen van wie; wiens voor mannelijk en wier voor vrouwelijk en meervoud. Van oudsher werd 'wiens' tevens gebruikt voor onzijdig, maar dit is in onbruik geraakt, begrijpelijk aangezien er verwezen wordt naar een persoon.
- Wiens dochter ben jij? - hier wordt gevraagd naar de vader
- Wier kinderen zijn jullie? - hier wordt naar beide ouders of naar de moeder gevraagd

## Geen vragend voornaamwoord

### Uitroepend voornaamwoord
Soms is wat een uitroepend voornaamwoord.
- Wat een onzin!

### Betrekkelijk voornaamwoord
Wiens, wier en wat kunnen ook betrekkelijk voornaamwoorden zijn.
- De directrice wier beleid gehoond werd
- Hij is het zat, wat betekent dat hij definitief afhaakt informeel alternatief voor dat

### Determinators
Bij iemand, iets en bijvoeglijk naamwoorden die eindigen op -s kan wat (voor (een)) ook als determinator fungeren.
- Hij weet precies wat voor iemand hij zoekt.
- Gaan we wat leuks doen vanmiddag? informeel

achterzetsel · bijwoord · ideofoon · lidwoord · naamwoord (bijvoeglijk · eigennaam · zelfstandig) · telwoord (hoofdtelwoord · rangtelwoord · telbijwoord) · tussenwerpsel · voegwoord · voornaamwoord (aanwijzend · betrekkelijk · bezittelijk · onbepaald · persoonlijk · temporeel · uitroepend · vragend · wederkerend · wederkerig) · voorzetsel · werkwoord